# Jaskinia Iljuchina
Jaskinia Wieriowkina – jaskinia krasowa w Gruzji, w Abchazji, w Górach Gagryjskich.